# Enăchești, Bacău
Enăchești este un sat în comuna Berești-Tazlău din județul Bacău, Moldova, România.

## Așezare
Localitatea se învecinează astfel:
la Vest, satele - Berești-Tazlău (1.7 nm); Gura Cernului (1.4 nm); Românești (Stroești)(1.4 nm).
la Nord - Boșoteni (1.2 nm); Nadișa (2.0 nm).
la Est  - Iaz (1.7 nm).
la Sud  - Verșeștii de Jos (2.0 nm); Prisaca Vidrașcu (1.2 nm).
Căi de acces: DJ 118 Sănduleni-Florești cu acces către DN 11 Bacău-Brașov si DN 2G Bacău - Moinești cu acces la DN 12A, spre Comănești.

## Economie
Activități zonale: cultivarea pământului, creșterea animalelor, industria petrolieră, prelucrarea lemnului, zonă de deal cu mari posibilități de pășunat și produs furaje.
Surse de apă: la suprafață râul Tazlău; subteran: pânza freatică de mică adâncime cu un coeficient ridicat de puritate.
Beneficii și avantaje: Mari posibilități de exploatare a minereurilor de piatră și nisip din albia râului Tazlău, posibilitatea racordării la conducta de gaz metan (Magistrala Mediaș - Iași), racordare ce urmează a fi executată printr-un proiect cu finanțare externă;
Clădiri sau instituții reprezentative:
1. Biserica Ortodoxă Sfânta Cuvioasă Parascheva
2. Școala cu cladele I-VIII, clădire modernă cu săli de clasă și grădiniță, sala de sport, teren de sport
3. Biserica Romano-catolică  Schimbarea la Față
4. Cămin cultural
5. Numeroase troițe

## Istoric
Ca vechime, cercetările arheologice atestă așezările omenești din zona Văii Tazlăului până în neolitic  și perioada stăpânirii Imperiului Roman. În zonele imediat învecinate s-au descoperit așezări neolitice aparținând culturii Starĉevo-Criș (la Verșești, Onești, Oituz), culturii Cucuteni (Băsești, Florești, Leontinești, Marginea, Scorțeni) sau culturii Monteoru (Ardeoani, Moinești, Florești).
În Lucăcești – Moinești s-a descoperit, în zona numită La Cetățuia, o cetățuie dacică, situată la 698 m altitudine, din civilizația Lathène, perioada târzie (150 î.Hr. – 106 d.Hr.). Mai aproape de Enăchești, la Ardeoani s-au descoperit 1 (un) denar din vremea împăratului Marcus Antonius și 95 denari imperiali de la Vespasian la Septimius Severus; la Cetățuia, Strugari, mai  mulți denari imperiali cu emisiuni ce se termină la împăratul Commodus (sec. 1-2 d.Hr.) iar la Nadișa monede romane republicane și un tezaur de denari imperiali cu emisiuni de la împărații Vespasian și Traian din anii 79 și 98 d. Hr.
În zona Târgu Ocna s-a descoperit o monedă de bronz din timpul împăratului bizantin Justinian I, emisă la Cyzic, ceea ce demonstrează legăturile cu sudul bizantin în sec. VI-IX. Documente din sec. XIV atestă existența multor sate de prin părțile Bacăului, cum este și cazul satelor Berești și Boșoteni, dar din conținutul acestor documente se poate deduce existența lor cel puțin din secolul anterior.

### Începuturi
Satul  Berești de pe Valea Tazlăului este pentru prima dată menționat într-un document al cancelariei lui Ștefan cel Mare din anul 1491 (6999) septembrie 16, împreună cu alte sate vecine precum Boșoteni, Nadișa, Năsoiești, iar mențiunea de la sfârșitul  documentului ne îndreptățește să credem că satul exista și în anul 6969, adică 1461, întrucât este amintit în hrisoave. Preotul Ioan Goagă, pe baza unor studii și documente de la Alexandru cel Bun — referitoare la o moșie din stânga Tazlăului — susține că satul poate fi atestat documentar încă din 1432. În documentul din 16 septembrie 1491 se arată că Ștefan cel Mare întărește Marinei, fiica lui Mihu Berescu, satele Berești pe Tazlău, Petrilești și Boșoteni – mai sus de Berești și Năsoiești, deasupra Nadișei, cu hotarele lor vechi.
Într-un document dat la Vaslui în 15 martie 1497 (7005), Ștefan cel Mare întărește actul prin care Marina, fiica lui Mihu (Mihai) Berescu „și-au vândutu dreapta ei ocină după cel vechiu ce era de la bătrânu moș nostru Alexandru Domn”, popii Stroia pentru suma de 202 zloți. Obiectul vânzării era o poiană în Gura Strâmbei, pe Tazlău, în fața Bereștilor, cu bălți și cu loc pentru moară la Tazlău. Deci numai pe baza acestui document se poate pune vechimea satului Berești pe la 1432, ținând seama că Marina moștenise de la tatăl ei satele Berești, Petrilești, Boșoteni și Năsoiești.
În raport cu poziția actuală a vetrei satului Berești, vechea vatră se afla la punctul cunoscut astăzi sub numele de Coasta Bereștilor, situat peste Tazlău, spre răsărit, pe coasta de vest a dealului Fănăriș, adică exact pe teritoriul actual al satului Enăchești de astăzi, adică la șosea, peste Tazlău. Până astăzi se păstrează denumiri și toponimice  care atestă acest lucru; astfel dealul Fănăriș se cheamă și astăzi la fel, cu variantele Dealul Fânăriei, Dealul Fânațului, Valea Fânațului, La Fânaț, iar partea de sus, dinspre apus, se numește Fundu`(Fundătura) Fânațului sau Fundoaia. Partea din margine, mai aproape de pădure, se numește până astăzi Fundu` (Fundătura) lui Berea – probabil acolo se vor fi retras din calea turcilor vechii bereșteni, care mai apoi au coborât în sat. Bătrânii satului vorbesc despre zona numită astăzi La Cruce (acolo unde cei din vechime au înălțat o troiță care încă se păstrează) că era plină de stejari seculari uriași, care astăzi au dispărut  și care troiță se află într-o poiană, în pădure, probabil în locurile unde odinioară răzeșii își puneau familiile la adăpost din calea turcilor. Mai mult decât atât, unele documente atestă chiar existența unui sat numit Fânațul sau Fânați pe la anul 1871, după cum, în 1873 apare și satul Vărzăriș, o altă zonă de pe teritoriul satului Enăchești.
Între anii 1600-1700 datorită năvălirilor străine tot mai dese (turci, tătari) dar și pentru că era așezat la drumul ce lega Bacăul de Oituz, satul Berești se mută, în parte la gura râului Strâmba, unde era un cătun – gura Strâmbei, astfel apărând, pe la 1700 satul Berești-Strâmba. O altă parte a populației se retrage în zona de deal a satului Petrilești, pomenit în documentele citate mai sus, luând astfel ființă satul Enăchești, care nu este menționat în nici un document până în 1833. Se pare că numele satului vine de la un oarecare Ioan Enache, răzeș mai înstărit, care avea moșie în Berești, Petrilești și Boșoteni și care este pentru prima oară amintit într-un document din 17 ianuarie 1762.
La începutul secolului al XVII-lea, Ion Roset biv vel Medelnicer, din porunca voievodului Ion Matei Ghica, face hotărnicia Bereștilor și Petrileștilor, ca să nu mai fie pricini; era și de așteptat, din moment ce odinioară fuseseră și unii, și alții la un loc, pe aceeași vatră iar acum erau despărțiți.
- La 17 ianuarie 1762 o poruncă a lui Grigorie Calimachi către ispravnicul Bacăului cerea să se cerceteze o pricină pentru niște părți de moșie în Berești, Petrilești și Boșoteni de pe Tazlăul Mare.[18]
- În 1814 o mărturie hotarnică se referă la plângerea mai multor răzeși din Berești, Petrilești și Boșoteni contra altor răzeși ce au cumpărat moșie în hotarul Berești și care încalcă hotarul vechi. Banul Iordachi Crupenschi primește poruncă să facă cercetare la fața locului.
- Din anaforaua Divanului Domnesc dată în anul 1824 rezultă neînțelegerile existente între boierul Toma Rafailă[19]  și răzeșii care stăpâneau pe nedrept terenuri din moșiile Berești, Petrilești și Boșoteni.[20]
- 25 mai 1818 – carte de judecată în pricina dintre răzeșii din Berești, Petrilești, Boșoteni pentru părți din bătrânul Păstrăv; unii răzeși au vândut părțile lor din Bătrânul Mândru Mănăstirii Berzunți;
- 17 august 1824 – carte de judecată în pricina dintre căminarul[21]  Toma Rafailă și mai mulți răzeși pentru părți din Berești, Petrilești, Boșoteni;
- 20 martie 1834 – mai mulți săteni din satul Grigoreni, ocolul Tazlăul de Sus, ținutul Bacău, cer de la Vasile, preot în Enăchești, 3 (trei) galbeni, prin aducătorul scrisorii;
- 20 martie 1834 – Lupul Jigău și Gheorghe Dumitrașcu dau sinet[22]  lui Vasile preot din Enăchești pentru 104 lei și 20 parale, care, după analogul cheltuielilor, să-și tragă pământul;
- 15 iulie 1837 – răzeșii din satele Berești și Boșoteni, ținutul Bacău, cer domnului să le trimită boier hotarnic care să statornicească pământurile lor din Bătrânul Păstrăv, aflate între hotarele moșiilor acelor sate și satul Enăchești;
- 16 august 1838 – Vasile, preot din Enăchești, plătește 4 galbeni pentru cheltuiala moșiei Berești;
- 22 martie 1840 – Mihalache vornic[23]  scrie lui Vasile preot și celorlalți răzeși din Enăchești, înștiințându-i că nu va veni duminică pentru că pleacă pentru unele treburi la Bacău;
- 17 noiembrie 1841 – Vasile șetrar[24]  adeverește că l-a lăsat pe Ioan Cosma vătaf să măsoare părțile de pământ pe care le are Timofte în hotarele moșiei Enăchești, Boșoteni și Nadișa;
- 15 iulie 1843 – privighetorul  ocolului Tazlăului de Jos, ținutul Bacău, întărește zapisul  lui Grigoraș Uricaru din satul Nadișa, din 1842, prin care vinde lui Vasile Neicu, preot în sat Enăchești, un pământ în hotarul moșiei Nadișa;
- 10 martie 1847 – Iordachi Mârza vinde lui Vasile Neica din Enăchești un pământ din hotarul moșiei Nadișa;
- 22 august 1851 – Judecătoria ținutului Bacău aduce la cunoștința privighetorului ocolului Tazlăul de Jos ca să cerceteze pricina dintre Vasile Neica, preot din satul E. Și Constantin Popa pentru stăpânirea unor suprafețe de pământ de aici;
- 16 noiembrie 1851 – Timofte Tumurug arată Judecătoriei ținutului Bacău că la împărțirea pământurilor rămase de la Toma Rafailă din satul Enăchești, nu s-au respectat toate prevederile lăsate de el;
- 10 februarie 1852 – Vasile, fiul lui Neculai David, donează lui Vasile Neica, preot în sat Enăchești, un loc în hotarul satului;
- 6 august 1852 – Andrei, fiul lui Șerban Popa, vinde lui Vasile Neica, preot în Enăchești, un loc în hotarul satului Nadișa;
- 28 ianuarie 1856 – Voicu  Enache[25] din satul Enăchești încredințează lui Vasile Neica preot, averea Soltanei, fata Catrinei;
- 13 septembrie 1856 – la Nadișa, mai mulți răzeși din Berești adeveresc că lasă în stăpânirea lui Vasile preot o parte din moșie în sat Enăchești;
- 12 aprilie 1857 – răzeșii din hotarul Berești adeveresc că lasă în stăpânire lui Vasile preot o parte din moșia neîmpărțită din satul Enăchești;
- În 1858 – răzeșii din Boșoteni arată numărul stânjenilor de pământ pe care îi aveau în hotarul Nadișei și în șurinile  Boșoteni, Berești, Rădi,[26] Peri;[27]
- 10 august 1859 – răzeșii din Berești arată că Vasile Neica, preot sachelar din satul Enăchești avea unele părți de moșie în acest sat;
- 10 noiembrie 1863– mai mulți răzeși din satele Vidrașcu și Enăchești, hotarul Berești, solicită Tribunalului Districtul Bacău să nu mai fie chemați în proces;

Satul Enăchești este trecut și în harta rusească de la 1839 sub numele de Cearna Lunca – (Lunca Neagră iar în paranteză este scris Enăchești, cu 34 de familii), harta austriacă din 1852, în Marele Dicționar Geografic al României din 1901, în Dicționarul Statistic al României din 1914 și în Statistica Răzeșilor a lui Petru Poni, din 1921.
În secolul al XVII-lea, hotarul ținutului Bacău însoțea culmea Pietricica (de la S. La N.) pe toată lungimea ei, cobora pe pârâul Nadișa până la confluența cu Tazlăul, incluzând tot teritoriul de pe stânga Tazlăului adică exact în zona satului Enăchești.
Tendințele constante ale marilor proprietari de a deposeda pe răzeși de pământul moștenit de la înaintași i-au determinat pe aceștia să scrie jalbe și memorii, să păstreze vechile hrisoave de proprietate, să le studieze, să le interpreteze, să le cunoască importanța juridică, să le folosească în fața instanțelor de judecată. Stau mărturie în această privință actele pe care le-au creat și păstrat comunitățile de răzeși din mai multe localități ale județului Bacău, printre care se numără și pe cele din Berești de pe Tazlău, Helegiu, Nadișa, Drăgușești.
Au existat din păcate, la fel ca și astăzi, destule cazuri nefericite în care documentele și actele cu valoare istorică fie nu au fost întocmite, fie nu s-au păstrat ducând astfel la trista situație în care se află multe sate românești ce nu-și pot cunoaște istoria decât din izvoare indirecte. O altă situație, la fel de nefericită este și aceea în care eventualele documente, păstrate cu grijă vreme îndelungată au fost pur și simplu rătăcite sau chiar distruse de generațiile mai recente (sau chiar contemporane) prin nepăsare sau neglijență.
O astfel de situație este cea a bisericii din lemn de la Enăchești, care a fost mutată – spun bătrânii satului – pe la începutul 1920-1930, undeva în zona comunii Berzunți. Nu există nici un document care să înregistreze sau să marcheze această mutare, după cum nu mai există nici biserica însăși, cu toate ale sale, care aveau ele însele valoare de document (icoane, acte, documente, pomelnice ctitoricești, carte bisericească, eventuale înscrisuri, sfintele vase etc.). Se mai păstrează vechile biserici din lemn de la Prisaca și Berești-Tazlău (satele din imediata vecinătate) și simpla lor existență rămâne o mărturie, indirectă însă, a vieții religioase și continuității istorice pe aceste meleaguri și în vatra satului Enăchești.
Că Enăcheștii au avut și în trecut un rol important în viața religioasă, economică, socială, culturală a zonei se vede și din aceea că în actele vremurilor localitatea era trecută în rândul satelor (și nu era cătun, precum Prisaca bunăoară, sau alte localități), odinioară a fost chiar comună (comuna Enăchești) cu toate instituțiile aferente – primărie, poliție, cămin cultural, bancă etc.,  primele școli în zonă s-au înființat încă din 1864 la Tescani, Berești și Enăchești și abia prin 1920-1927 în satele Boșoteni, Turluianu, Prisaca, Românești.
Rădăcinile și începuturile istorice ale așezărilor și primelor comunități din satul Enăchești, comuna Berești-Tazlău, județul Bacău, la fel ca și marea majoritate a satelor românești, au așadar vechi tradiții. Aspectul vieții religioase și transmiterea credinței din generație în generație s-au impus între preocupările importante ale locuitorilor din zona Bacăului, deci și a celor din Valea Tazlăului, încă din timpuri vechi.
Vechilor răzeși de odinioară nu le-a fost străin nici aspectul practic al vieții; ei au fost capabili sa construiască canale pentru aducerea apei necesare punerii în mișcare a instalațiilor de măcinat cereale, să extragă și să vândă sarea de la Târgu Ocna, să supună petrolul (care efectiv izvora la suprafață în unele zone muntoase ale ținuturilor Văii Tazlăului, unor procese de transformare pentru a-i da o întrebuințare în conformitate cu trebuințele lor etc. Poate nu este întâmplător faptul că la Tescani, în 1906, s-a făcut primul foraj rotativ hidraulic din România.

### Evoluția administrativă
Evoluția administrativ-cronologică a localității arată astfel:
- 1790 – sat în ținutul Bacăului
- 1803 – este înglobat în satul Vidrașcu (Prisaca)
- 1830 – apare ca Lunca sau Enăchești
- 1846 – sat în ocolul Tazlăul de Jos „din nou înființat, tras din satul Vidrașcu al ds. aga Enache Crupenschi”
- 1865 – sat în comuna Boșoteni
- 1873 – comuna Boșoteni înglobează și satul Dealul Căliniș
- 1876 – sat în comuna Tescani
- 1887 – sat în comuna Boșoteni
- 1906 – sat în comuna Nadișa
- 1908 – sat în comuna Enăchești
- 1929 – sat în comuna Tescani
- 1930 – sat în comuna Enăchești
- 1939 – sat în comuna Berești-Tazlău, până în ziua de astăzi.

Variante ale toponimului: Jenekesty (1790 - germană), Ienăchești (1830 - 1876), Enăcheștii (1865) și Jenekest (1992 - maghiară).

## Cultură și învățământ
Un aspect deosebit de important este cel al trecutului învățământului de pe meleagurile comunei și a satului Enăchești. Așa cum bine se știe, Biserica este cea care s-a ocupat și de aspectul acesta al învățământului sau al educației; școala s-a făcut în tinda bisericii.
O legislație școlară exista de pe vremea lui Caragea Vodă, însă în 1817 apare la București Regulamentul școlar care proclama școala domnească școală universală în care puteau fi primiți elevi din orice clasă socială și care erau considerați egali. Până în 1828 singurul așezământ școlar mai important era Școala de la Sfântul Sava căreia i se adaugă gimnaziul Vasilian de la Iași, cu predare în limba română. Înainte de 1848 mai existau două școli bisericești la Mănăstirea Bogdana și Mănăstirea Tazlău, și o școală de preoți, în limba greacă la Mănăstirea Răducanu; în 1835 la Moinești funcționa școala lui Ștefan Chircu, iar la Târgu Ocna în 1845, se deschide prima școală publică.
Începând cu Legea instrucțiunii publice din 25 noiembrie 1864 se pun bazele și se întemeiază prima școală în Berești-Tazlău (1865). În satul Enăchești, potrivit unui raport din 1948, școala a fost înființată în anul 1892. Abia Legea din 1893 aduce noi precizări în legătură cu obligativitatea copiilor de 7-14 ani de a urma cursurile școlare, organizarea unităților de învățământ în fiecare cătun, a cursurilor complementare, durata anului de învățământ și a activității zilnice. O altă serie de legi, din 1924, 1926, 1929, 1934, 1935 și 1939 stabileau detalii și aduceau importante reglementări toate având ca urmare înființarea și funcționarea în județul Bacău, în anul 1938-1939 a 275 de școli sătești, 28 urbane, 45 de grădinițe, 2 licee teoretice, 1 liceu comercial, 2 licee industriale, 2 școli normale, mai multe școli profesionale. În comuna Berești-Tazlău funcționau acum 7 școli primare, câte una în fiecare sat. Dar fiecare sat avea biserică și Biserica se preocupa în continuare și de aspectul acesta al educației și învățământului, chiar dacă acum interfera cu cel de stat.
Este foarte important faptul că între obiectele obligatorii care se predau se număra și Catehismul, școlile primare erau puse sub imediata supraveghere a Comitetului Școlar local format din membri ai Consiliului comunal, unul din preoții comunei și doi notabili din comună desemnați de minister.
Despre școala din Enăchești, înființată în luna mai 1892, se păstrează documente care atestă că deschiderea cursurilor școlare la această școală mixtă se făcea în fața Consiliului Comunal la care participa și primarul iar preotul făcea slujba Tedeum-ului și sfințirea apei.
Școala nu avea un local propriu, așa că a funcționat inițial în casa parohială și în mai multe case particulare, Biserica îngrijindu-se și mai departe de aspectul acesta. Că preotul se implica activ în viața școlii reiese și dintr-o serie de documente care atestă, bunăoară, serbarea sădirii pomilor ce avea loc în fiecare an în Joia dinaintea Floriilor, când se sădeau pomi pe loturile școlii și bisericii sau pe marginea drumurilor.
Cel dintâi învățător în satul românesc a fost întotdeauna și fără excepție preotul, însă primul învățător atestat documentar la școala Enăchești a fost P. Pavloff; orele de religie și cântul erau ținute de preotul Gh. Dospinescu, el având în anul școlar 1893/1894 un număr de 46 de elevi. La Tescani bunăoară a predat limba română profesorul Costache Leca, fiu al satului, licențiat în teologie și mai apoi și în filologie la Universitatea București. O problemă majoră era frecvența la ore și absolvirea cursurilor, deși erau obligatorii iar legea prevedea amenzi grele; înainte de începerea cursurilor, învățătorul împreună cu preotul satului mergeau din casă în casă convingându-i pe săteni de necesitatea și binefacerile școlii.
Dar nu numai în școală ci și în afara ei preoții s-au ocupat de starea morală, culturală și intelectuală a credincioșilor; astfel s-a înființat în 1932, la Tescani, Cercul Cultural Gheorghe Asachi care număra 14 membri între care Pr. Ioan Goagă – redactor, Pr. Procopie, Pr. Cojan – membri și o serie de învățători și directori de școală.
Până în 1948 Biserica și slujitorii sfintelor altare au dat învățământului românesc  un sens profund moral și spiritual – preotul era în școală, se preda disciplina Religie în cadrul grupei Educația moral-religioasă, vacanțele coincideau cu marile sărbători și întotdeauna, înainte de a intra în vacanță se făcea spovedania tuturor copiilor/elevilor de către preotul satului, înainte de intrarea în Postul cel Mare se făcea împărtășania tuturor elevilor, în ziua deschiderii anului școlar se făcea Tedeum și sfințirea apei.

## Biserica
În Enăchești se află și biserica parohială cu hramul Sfânta Cuvioasă Parascheva. Noua biserică a fost construită în anul 1930 pe locul unei biserici de lemn care se pare că a fost mutată undeva în zona Berzunți, intrând astfel în șirul „bisericilor călătoare” dar văduvind comunitatea și satul Enăchești de un patrimoniu care s-ar fi păstrat mai bine și ar fi avut poate valoarea celui păstrat în satele vecine (Prisaca și Berești). Din păcate nu se păstrează (sau nu avem știință despre) nici un document care să facă lumină în această problemă care este până la urmă și una de identitate; nici biserica veche, nici vreo inscripție și nici obiecte de patrimoniu nu s-au păstrat deși ele apar, scriptic, în inventarele mai vechi.
Din fericire însă există documente care atestă prezența unei biserici ortodoxe în aceste locuri cu mult înainte de 1930, mai exact la începutul secolului 19. Logica istorică și o serie întreagă de documente deja prezentate mai sus ne îndreptățesc să afirmăm că biserica de lemn a Enăcheștilor va fi datat de prin 1700.
Noua zidire s-a făcut cu cheltuiala și eforturile credincioșilor satelor Enăchești, Prisaca și Boșoteni care alcătuiau la vremea respectivă Parohia Enăchești, cu foarte mari sacrificii, așa cum mărturisesc bătrânii satului care spun că părinții sau bunicii lor vindeau câte două sau trei perechi de boi pentru a dona sume consistente de bani necesari construirii noului lăcaș de cult. Din păcate însă noua construcție nu a fost prevăzută cu o centură care să lege pereții în partea de sus și nici cu fundații potrivite astfel încât pe parcurs mereu a fost nevoie de mici reparații de întreținere. 
Deși din punct de vedere tehnic proiectul a lăsat de dorit, sub aspect arhitectural și estetic era o reușită, mai ales că pictura a fost realizată de un pictor autorizat renumit, Nicolae Damian.
În 1976 Pr. Ioan Bucă începe lucrări de renovare completă a bisericii prin Cooperativa de Muncă și Artă și sub supravegherea inginerului tehnic de specialitate al Episcopiei Romanului; în timpul lucrărilor exterioare, când schela metalică era montată de jur împrejur  până la șarpantă iar tencuiala decapată complet până la cărămidă, a avut loc marele cutremur din 4 martie 1977. Urmările au fost cât se poate de grave – multiple fisuri de profunzime în toată zidăria, turla de la intrare s-a dărâmat cu totul iar cea deasupra naosului s-a înclinat periculos, tocmai din cauză că nu exista o centură. 
Se reface proiectul, de data aceasta de către Cooperativa Constructorul, fosta Muncă și Artă, reprezentată de dl. Suditu Mihai; s-au început rapid lucrările de refacere din temelie, s-au adăugat 11 contraforți, o centură după ultimele standarde în materie de construcții și turle noi, subdimensionate față de vechiul proiect, mai ales cea de la intrare, iar acoperișul a fost refăcut și acoperit cu tablă italiană de cea mai bună calitate.
În 1994, din păcate, vechea pictură a fost înlocuită și modificată de către un oarecare „pictor” Ioan D. Comanac , rezultatul fiind unul de-a dreptul macabru, neavând nimic în comun cu duhul ortodoxiei sau cu erminia bisericească!
În trecut a existat o clopotniță veche, din lemn, cu 2 clopote – noua clopotniță este realizată în perioada anilor 1979-1981, prin donațiile și cu efortul credincioșilor, în timpul pr. Turcu Gheorghe.
În ultimii ani s-a construit o casă de prăznuire  – Așezământul Sfântul Dimitrie Cel Nou - care este în curs de pregătire spre a fi sfințită în perioada ce urmează, s-a montat o centrală termică pentru încălzirea bisericii, s-a pictat exonartexul bisericii, s-a construit o troiță nouă din zidărie la drumul bisericii, a fost adus în biserică veșmântul Sfintei Cuvioase Parascheva, primit în dar de la IPS Daniel, s-a realizat o serie întreagă de alte lucrări.

## Mănăstirea
La granița cu satul Bârzulești, în vârful unui deal ce străjuiește șoseaua Bacău-Onești, s-a zidit locaș de rugăciune, o mănăstire de maici. Schitul Doamna este ridicat pe terenul donat de locuitorii Enăcheștilor.
Acest schit a luat ființă în cursul lunii septembrie al anului 1999, cu binecuvântarea  P.S. EFTIMIE LUCA al Romanului, din dorința de a împodobi meleagurile românești cu noi așezăminte monahale, adevărate oaze de formare duhovnicească și de cultivare a evlaviei și a credinței strămoșești.
Schitul se află amplasat pe o culme de deal împădurită de codri seculari și pajiști însorite. Acest cadru natural pitoresc și atrăgător predispune sufletul creștinesc la reculegere, contemplare și rugăciune adâncă către Dumnezeu.
Terenul a aparținut înainte de naționalizare unei moșierese, pe care oamenii locului o numeau DOAMNA. Ea avea aici, în această privelistște minunată, un mic paraclis, care, în timpul celui de-al război mondial a fost distrus. Existența acestui fost paraclis, ideal pentru dezvoltarea virtuților, reprezintă argumentul forte pe temeiul căruia Sfânta Episcopie a Romanului, a aprobat înființarea acestui schit.
Sub îndrumarea Precuviosului Părinte Protosinghel Emilian Ciobanu, stareț al Mănăstirii Înălțarea Domnului- Zemeș, județul Bacău și cu încuviințarea și aprobarea Sfintei Episcopii și a Sfântului Sinod al Bisericii Ortodoxe Române  s-au început lucrările de construcții ale acestui Schit, pe locul vechiului Paraclis și pe terenul donat de credincioșii din satul Enăchești, comuna Berești-Tazlău, județul Bacău.
Schitul si-a păstrat denumirea DOAMNA de la numele moșieriței pe care am menționat-o mai sus, mai ales că însuși dealul pe care este așezat a păstrat prin tradiție această denumire. Prezența Schitului Doamnei în aceste locuri are însă și o semnificație mai înaltă, care depășește sensul istoric al reînnodării șirului rugăciunilor pe locul vechiului paraclis; este mai întâi o desăvârșire a vieții creștine - plecând de la prezența simplă a unui loc de rugăciune, am ajuns la ridicarea unui așezământ care statornicește și înveșnicește rugăciunea și prezența omului în căutarea desăvârșirii! Acum Schitul Doamna și dealul ce-i poartă numele au devenit nu simple amintiri ale unui trecut frumos, ci semne vii ale prezenței și lucrării Maicii Domnului, Doamna și Stapâna noastră, ocrotitoarea acestui Sfânt locaș.
În vara anului 2001 s-au finalizat și lucrările de construcție ale bisericii din lemn care a fost sfințită de P.S. Arhiereu-Vicar Ioachim Băcăuanul în ziua de 1 octombrie 2001. La oficierea slujbei de sfințire și binecuvântare a Sfintei Biserici au participat un distins sobor de preoți și diaconi, atât populația din împrejurimi cât și din localități mai îndepărtate.
Lucrările de construcție ale celorlalte clădiri (chilii, gospodării și alte anexe) s-au încheiat la începutul anului 2003. În acest an la data de 24 februarie s-a emis din partea Sfintei Episcopii și actul de înființare al Schitului prin decizia înregistrată cu numărul 495.
Actualmente schitul se află sub jurisdicția canonică a Mănăstirii ‘’Înălțarea Domnului’’ - Zemeș, județul Bacău.

## Geografia locurilor
Biserica și satul Enăchești sunt situate în zona centrală a depresiunii Tazlăului, pe cursul inferior al pârâului Nadișa, într-o frumoasă zonă subcarpatică. Subcarpații Moldovei sunt cuprinși între Valea Moldovei (în nord), Valea Trotușului (în sud), Carpații Orientali (în vest) și culoarul Siretului (în est). Subcarpații Moldovei formează o zonă de trecere de la Carpații Orientali la Podișul Moldovei.

### Relief si subdiviziuni
Subcarpații Moldovei au un relief relativ mai simplu decât celelalte regiuni subcarpatice. Relieful lor este grefat pe o structură mai simplă, mai puțin cutată și este format dintr-un singur șir de dealuri și un singur șir de depresiuni. 
Pe văile principale (Bistrița si Trotuș), care-i traversează pe traiectorii de la nord-vest spre sud-est se realizează o legătura naturală strânsă între Carpații Orientali, Subcarpați, culoarul Siretului și Podișul Moldovei; spre nord, această funcție este realizată pe Valea Moldovei.
Subcarpații Moldovei au o altitudine medie de 400–500 m și altitudini extreme cuprinse între 911 m (Culmea Pleșului) și 150 m spre culoarul Siretului. Sunt alcătuiți predominant din roci miocene (gresii, argile, conglomerate), slab cutate cu areale tectonic mai ridicate în șirul de dealuri (Pleșu, Pietricica). Dealurile sunt dezvoltate pe structuri anticlinale, iar culoarul depresionar Neamț-Cracău-Bistrița-Tazlău-Cașin pe o structură de sinclinal alungit limitrof Carpaților.
Principala caracteristică a Subcarpaților Moldovei o constituie succesiunea dinspre zona montană spre exterior, în două fâșii paralele, a unui singur șir de depresiuni (depresiunile Neamț, Cracău-Bistrița, Tazlău-Cașin) și a unui singur șir de dealuri (dealurile Pleșu, Corni, Runcu, Bărboiu, Pietricica).
Depresiunea Tazlău – Cașin, una din cele trei depresiuni, este situată pe râurile Tazlău –Trotuș - Cașin (care își adună apele la Onești) și are un pronunțat caracter longitudinal; este mărginită spre est de culmea Pietricica (746 m), bine evidențiata în relief și împădurită, iar spre sud de Dealul Oușoru (753 m). Depresiunea are aspectul unui sinclinal larg, alungit, străbătut de Tazlău.

### Clima, hidrografia, învelișul bio-geografic și resursele naturale
Subcarpații Moldovei au un climat influențat de poziție, altitudine și desfășurarea în altitudine. Temperatura medie scade de la sud la nord (9°C la Onești, 8°C la Târgu Neamț) și scade cu altitudinea. Iarna, depresiunile au temperaturi mai ridicate cu 1-2°C decât zona montană și Podișul Moldovei, datorită adăpostului morfologic. În nord, curge Moldova, în partea centrală curge Bistrița (cu afluentul ei Cracău), iar în sud Trotușul, care primește la Onești râurile Tazlău, Cașin și Oituz. Trotușul, la rândul lui, se varsă în Siret, pe partea dreaptă. Tazlăul are un bazin hidrografic de 1.104 km² cu o lungime totală de 89 km și un debit de 6,95 m³/s; izvorăște din munții Geamăna, aproape de izvoarele Asăului, de la 1.120 m altitudine și are ca afluenți pe stânga Valea Boului, Nadișa, Răchitiș, Orăsa, Valea Rea, Helegiu, Văereni și Belci iar afluenți pe partea dreaptă Negrul, Geamăna, Șoimi, Frumoasa, Schitu, Cucuieți, Solonț, Tazlăul Sărat (cel mai important afluent), Cernu, Strâmba, Moreni, Lupul și Bârsănești.
Tazlăul este deci afluent al Trotușului și se varsă prin acesta în Siret. Pe cursul superior are două ramuri: Tazlăul Mare și Tazlăul Sărat. După confluența acestora, în dreptul satului Tescani râul poartă denumirea de Tazlău. Din punct de vedere hidrografic, regiunea are, pe lângă cele două râuri, numerose pâraie, iar stratul acvifer este sărac și la mare adâncime.
Substratul geologic al regiunii este constituit din fliș carpatic, alcătuit în mare parte din formațiuni cretacice și paleogene, dispuse în pânze ce se desfășoară de la vest la est. În cea mai mare parte, valea Tazlăului este recentă: pleistocen-cuaternar, formată din depozite aluvionare. Solurile din zona dealurilor subcarpatice sunt predominate de soluri brun-podzolice și solurile podzolico-argilo-aluvionare. Solurile podzolice s-au format în condițiile fitoclimatice ale pădurii de gorun sau ale pădurii în amestec de gorun și fag.
Din punct de vedere al vegetației, regiunea satului Enăchești este situată în subetajul gorunetelor, relieful cel mai coborât din cadrul etajului nemoral, fiind constituit dintr-un amestec de quercinee, în special gorun (Quercus petrea) și fag (Fagus sylvatica), alături de carpen (Carpinus betulus), tei (Tilia tomentosa, T.cordata), frasin (Fraxinus excelsior). Subarboretul este format din alun (Corylus avelana), corn (Cornus mas), soc (Sambucus nigra) și măceș (Rosa canina).